# Digimon Frontier
Digimon Frontier (デジモンフロンティア?, Dejimon Furontia) è la quarta serie anime basata sul media franchise giapponese Digimon, trasmessa prima nel 2002 dalla Fuji TV in Giappone e poi da UPN negli Stati Uniti d'America. Iniziò ad essere trasmessa in Italia in prima visione a partire dalla fine del 2003 su Rai 2. 
Dopo aver ricevuto strani messaggi telefonici che li interrogavano sul loro desiderio di cambiare la propria vita, cinque ragazzi, Takuya Kanbara, Koji Minamoto, JP Shibayama, Zoe Ayamoto e Tommy Hiyomi, decidono di seguire le indicazioni che vengono loro date e di prendere un treno per quello che scopriranno essere un mondo digitale: Digiworld.
Una volta lì, incontreranno due Digimon pacifici, Bokomon e Neemon, che fungeranno per loro da guide in quel mondo sconosciuto. I due Digimon spiegheranno ai Digiprescelti che il mondo digitale è in pericolo e che toccherà a loro, eredi dei Leggendari Guerrieri, salvarlo. I cinque dovranno lottare contro un Digimon malvagio, Kerpymon, e gli altri cinque Leggendari Guerrieri, suoi emissari, e sconfiggerli prima che riescano a dominare il mondo. Contrariamente alle serie precedenti, in cui ogni personaggio principale aveva un proprio Digimon come partner ed interagiva con esso, in Frontier i Digiprescelti hanno la facoltà di trasformarsi loro stessi in Digimon.

## Trama
Molto tempo fa, un gruppo di dieci Digimon si sacrificò per sconfiggere la minaccia più grande che avesse mai messo in pericolo Digiworld. Questi Leggendari Guerrieri crearono degli artefatti dai loro dati, i venti "Digispirit" (dieci Digispirit Umani e dieci Animali, ognuno per ogni elemento principale), prima di lasciare il mondo digitale nelle mani dei tre Digimon Angelici. Tuttavia, uno dei tre, Kerpymon, iniziò un regno di terrore. Per contrastare ciò, il Digimon Angelico Ophanimon decide di convocare a Digiworld cinque ragazzi dal mondo umano tramite un Trailmon, un Digimon dalle sembianze di un treno. Una volta lì, i cinque Digiprescelti trovano i loro rispettivi Digispirit di tipo Umano ed eseguono per la prima volta la Digievoluzione Spirit, che permette loro di trasformarsi in Digimon, più precisamente in cinque dei dieci Leggendari Guerrieri. Tuttavia, mentre sono impegnati nella ricerca dei rispettivi Digispirit di tipo Animale, i cinque si ritrovano braccati dagli altri cinque Leggendari Guerrieri, che sono stati corrotti dalle tenebre di Kerpymon e sono ai suoi ordini (poiché cinque coppie di Digispirit erano state lasciate in custodia proprio a Kerpymon prima della sua corruzione).
Dopo la sconfitta dei primi quattro di questi (JP distrugge Grumblemon, Arbormon perde il suo Digispirit Animale a causa di Koji e viene distrutto da Duskmon perché secondo lui ormai inutile, Lanamon viene eliminata da Zoe e Mercurymon da Takuya), Koji scopre che Duskmon, il quinto Leggendario Guerriero malvagio, è in realtà suo fratello gemello, Koichi Kimura.
Con l'aiuto di Takuya, Koji riesce a liberare suo fratello e ripristina i Digispirit delle Tenebre di Koichi nella loro forma originaria, permettendo al fratello di unirsi alla squadra nei panni del Leggendario Guerriero delle Tenebre originale, Lowemon. Dopo la sconfitta di Kerpymon, che viene eliminato da Takuya nella forma di KaiserGreymon, i Digiprescelti vengono a sapere che la mente dell'intero piano non era il malvagio Digimon Angelico, bensì un Digimon fatto di pura malvagità che un tempo era stato sigillato nel cuore di Digiworld grazie ai Leggendari Guerrieri: Lucemon.
Così i sei Digiprescelti devono cercare di sconfiggere i due Cavalieri Reali, emissari di Lucemon, prima che i due completino la scansione di tutto Digiworld, inviando poi i dati al loro padrone Lucemon allo scopo di completare la sua rinascita. Alla fine Takuya e Koji riescono a sconfiggere i Cavalieri Reali, ma non riescono ad impedire che questi distruggano ed acquisiscano l'intero Digiworld, insieme alle sue tre lune, riuscendo così a liberare Lucemon (che acquisisce gli stessi Cavalieri Reali dopo la loro sconfitta). Quindi, dopo aver eliminato Koichi (sacrificatosi per salvare i Digispirit degli altri), Lucemon apre un portale per il mondo reale: un varco che conduce alla stazione dei treni sotterranea dove erano giunti inizialmente i Digiprescelti. Formando il Digimon definitivo, Susanoomon, combinando insieme tutti i Digispirit in Takuya e Koji, Lucemon viene sconfitto ed acquisito.
Tuttavia, solo la sua parte positiva viene assorbita, mentre quella malvagia si ricombina in un'altra incarnazione di Lucemon, formata da pura malvagità appunto, (Un digimon totalmente di tipo virus) che prova a recarsi nel mondo reale. Quando i Digiprescelti stanno per arrendersi, i Digispirit dei dieci Leggendari Guerrieri prendono vita, insieme agli spiriti di Ophanimon, Seraphimon e Kerpymon, dando nuova speranza ai ragazzi.
Insieme, i cinque formano un Susanoomon apparentemente ancora più forte e sconfiggono Lucemon una volta per tutte, ripristinando i dati di Digiworld e riportandolo al suo antico splendore. I Digiprescelti tornano nel mondo reale, allo stesso esatto momento in cui erano partiti. I ragazzi ritrovano Koichi, che scoprono essersi recato a Digiworld solo come una proiezione della propria anima dopo che questo era sprofondato in coma per essere precipitato da una rampa di scale. Koichi si risveglia dal coma proprio quando arriva Koji, portando tutti a vivere per sempre felici e contenti grazie agli eventi accaduti a Digiworld, che hanno cambiato la loro vita per sempre.

## Personaggi
- Takuya Kanbara (神原拓也?, Kanbara Takuya): leader del gruppo. Usa il Digispirit Umano del Fuoco per diventare Agunimon ed il Digispirit Animale del Fuoco per trasformarsi in BurningGreymon. Successivamente riceve i poteri necessari per assumere le forme di Aldamon, fusione dei suoi due Digispirit, e KaiserGreymon, unione dei dieci Digispirit di Fuoco, Vento, Ghiaccio, Terra e Legno. È doppiato in originale da Junko Takeuchi e in italiano da Paola Majano.
- Koji Minamoto (源輝二?, Minamoto Kōji): tranquillo e riservato, è un "lupo solitario". Si avvale del Digispirit Umano della Luce per diventare Lobomon e del Digispirit Animale della Luce per trasformarsi in KendoGarurumon. Successivamente gli vengono conferiti poteri che gli permettono di trasformarsi in Beowulfmon, fusione dei suoi due Digispirit, e MagnaGarurumon, unione dei dieci Digispirit di Luce, Tuono, Tenebre, Acqua e Ferro. È doppiato in originale da Hiroshi Kamiya e in italiano da Maura Cenciarelli.
- JP Shibayama (柴山純平?, Shibayama Junpei): il più grande del gruppo. Beetlemon è il risultato della sua Digievoluzione grazie al Digispirit Umano del Tuono, mentre MetalKabuterimon prende vita grazie al suo Digispirit Animale del Tuono. È doppiato originale da Masato Amada e in italiano da Leonardo Graziano.
- Zoe Ayamoto (織本泉?, Orimoto Izumi): ragazza del gruppo, si considera molto indipendente. Le sue digievoluzioni comprendono Kazemon, grazie al Digispirit Umano del Vento, e Zephyrmon, grazie al Digispirit Animale del Vento. È doppiata in originale da Sawa Ishige e in italiano da Daniela Calò.
- Tommy Hiyomi (氷見友樹?, Himi Tomoki): il più piccolo del gruppo. Usa il Digispirit Umano del Ghiaccio per diventare Kumamon ed il Digispirit Animale del Ghiaccio per digievolvere Korikakumon. È doppiato in originale da Kumiko Watanabe e in italiano da Barbara Pitotti.
- Koichi Kimura (木村輝一?, Kimura Kōichi): fratello gemello di Koji. I due furono separati poco dopo la loro nascita a causa del divorzio dei loro genitori e non seppero mai nulla l'uno dell'altro. Inizialmente perde la memoria e si trasforma in Duskmon/Velgemon, un nemico dei Digiprescelti, ma successivamente viene purificato. Usa il Digispirit Umano delle Tenebre per digievolvere in Lowemon ed il Digispirit Animale delle Tenebre per trasformarsi in JagerLowemon. È doppiato in originale da Ken'ichi Suzumura e in italiano da Monica Bertolotti.
- Bokomon e Neemon: Coppia di Digimon pacifici che decidono di accompagnare i Digiprescelti nel loro viaggio a Digiworld per fungere loro da guida.
- Digimon Angelici: I tre Digimon scelti per governare Digiworld dopo la caduta di Lucemon.
  - Seraphimon: Sconfitto da Mercurymon, rinasce successivamente come Patamon (episodi 28-50).
  - Ophanimon: Colei che ha convocato i Digiprescelti e li ha guidati per la maggior parte del loro viaggio attraverso i loro Digivice D-Tector. Ha dovuto sacrificare se stessa ad un corrotto Kerpymon, rinasce successivamente come Salamon (episodi 47-50).
  - Kerpymon: Corrotto da Lucemon, è il primo antagonista principale della serie, anche se viene successivamente purificato dopo essere stato sconfitto da KaiserGreymon e MagnaGarurumon. Rinasce successivamente come Lopmon (episodi 47-50).
- Sorcerymon[2]: Digimon dalle sembianze simili a quelle di Wizardmon, ha potere sul Ghiaccio ed è al servizio di Seraphimon.
- Leggendari Guerrieri corrotti[3]: Originariamente emissari di Kerpymon. I loro spiriti, una volta sconfitti, appaiono successivamente per aiutare i Digiprescelti contro i Cavalieri Reali e poi di nuovo contro Lucemon.
  - Grumblemon/Gigasmon[4]: Gigasmon viene sconfitto ed il suo Digispirit Animale viene preso da BurningGreymon, Grumblemon viene sconfitto da MetalKabuterimon e digitalizzato da Beetlemon.
  - Arbormon/Petaldramon[5]: Petaldramon viene sconfitto dagli sforzi combinati di BurningGreymon, Zephyrmon, MetalKabuterimon, Korikakumon e KendoGarurumon ed il suo Digispirit Animale viene preso da Lobomon. Viene infine distrutto e digitalizzato da Duskmon, che lo ritiene inutile una volta perso il suo Digispirit Animale.
  - Lanamon/Calmaramon[6]: Sconfitta da Zephyrmon, digitalizzata interamente da Kazemon.
  - Mercurymon/Sephirotmon/BlackSeraphimon[7]: Tutte le forme sconfitte e digitalizzate da Aldamon.
  - Duskmon/Velgemon[8]: Sconfitto dagli sforzi combinati di Aldamon e BeoWulfmon, entrambi i Digispirit vengono digitalizzati da Koji per liberare Koichi. Successivamente viene purificato in Lowemon/JagerLowemon dal D-Tector di Koji.
- Lucemon[9]: Sconfitto dai Leggendari Guerrieri anni prima degli avvenimenti della serie. Grazie ai dati raccolti per lui dai Cavalieri Reali, digievolve in Lucemon Chaos Mode, presto sconfitto da Susanoomon, ma Lucemon si trasforma in Lucemon Shadowlord Mode e in Lucemon Larva. Sconfitto una volta per tutte da Susanoomon, che lo colpisce a morte dopo essersi ridiviso nei dieci Leggendari Guerrieri.
  - Cavalieri Reali[10]: I due servi di Lucemon.
    - Dynasmon: Sconfitto da KaiserGreymon, acquisito da Lucemon.
    - Crusadermon: Sconfitto da MagnaGarurumon, acquisito da Lucemon.

## Digiworld
Il Digiworld di Digimon Frontier è diviso in dieci regioni, con ognuna che assume il nome e le caratteristiche di uno dei dieci elementi dominanti del mondo - Fuoco, Luce, Tuono, Vento, Ghiaccio, Tenebre, Terra, Legno, Acqua e Ferro. Una grande rete di rotaie attraversa il pianeta, con un terminale in ogni regione, permettendo a Digimon simili a treni, i Trailmon, di portare i passeggeri da una regione all'altra. La caratteristica che contraddistingue questo Digiworld è l'esistenza dei "Digicodici" - codici di comando per i dati che formano Digiworld posseduti da tutti, individualmente dai Digimon o in massa da porzioni del pianeta. Il Digicodice è solitamente nascosto, ma una volta che viene alla luce può essere "digitalizzato", cosa che "sblocca" i dati dell'oggetto o del singolo in questione, permettendo che questo possa essere manipolato. Nella maggior parte dei casi, ciò porta all'assorbimento dei dati - un'azione eseguita spesso dai nemici della serie. Viceversa, se il Digicodice viene "rilasciato", ciò porta al ripristino dei dati nella loro forma e al loro utilizzo originario e al loro "blocco" in una determinata posizione. Se il Digicodice di un Digimon viene scannerizzato, ma i suoi dati non vengono assorbiti, questo si riconfigurerà in un Digiuovo, che poi si recherà automaticamente alla Città della Rinascita, dove, dopo essere stato accudito da Swanmon, si schiuderà nuovamente in un Digimon di livello primario ed inizierà nuovamente la sua vita.
Anticamente, Digiworld venne devastato da una guerra di enormi proporzioni tra i Digimon di tipo umano e quelli di tipo animale. Ma a quel punto apparve Lucemon, il Digimon angelo, che pose fine alla guerra, portando il mondo ad un periodo di pace. Tuttavia, con il passare del tempo, Lucemon divenne corrotto, divenendo un governante malvagio e causando la creazione di dieci grandi Leggendari Guerrieri, personificazioni dei dieci elementi. Dopo una battaglia di potenza devastante, i dieci Leggendari Guerrieri riuscirono a sconfiggere Lucemon e ad imprigionarlo nell'"Area Oscura", situata in profondità, al centro di Digiworld.
Quando i dieci Leggendari Guerrieri morirono, diventando leggende loro stessi e lasciando in eredità dieci potenti "Digispirit", rappresentazioni fisiche dei loro elementi, essi furono succeduti da una trinità di Digimon angelo, noti appunto come Digimon Angelici - Seraphimon, Ophanimon e Kerpymon. Il gruppo era molto unito, ma, sfortunatamente, il Digimon di tipo animale Kerpymon iniziò a non essere d'accordo con molte delle politiche dei Digimon di tipo umano Seraphimon ed Ophanimon, rendendo il suo disaccordo verso i due una questione di scontro tra i Digimon di tipo umano contro i Digimon di tipo animale. Credendo erroneamente che i due Digimon di tipo umano pianificassero di tradirlo, il disperato Kerpymon si ritrovò sopraffatto dall'aura malvagia di Lucemon e si trasformò in un Digimon di tipo virus. Il malvagio Kerpymon, quindi, condusse i Digimon di tipo animale in una campagna di guerra contro quelli di tipo umano, catturando infine Ophanimon e costringendo Seraphimon in un coma rigenerativo.
Per salvare Digiworld, all'inizio della serie Ophanimon richiama a sé diversi bambini della Terra per farli fondere con i Digispirit dei Leggendari Guerrieri e diventare Digimon loro stessi per liberare Kerpymon dall'influenza di Lucemon. I nuovi Leggendari Guerrieri riescono a liberare Kerpymon, ma Lucemon, imperterrito, presto ottiene abbastanza potere per consumare il Digicodice dell'intero Digiworld e per distruggere le sue lune, iniziando poi il suo piano di conquista anche del mondo reale. Nell'ultima battaglia per salvare i resti di entrambi i mondi, i Leggendari Guerrieri sconfiggono Lucemon, ripristinando Digiworld e i Digimon che vi abitavano.
Questo particolare Digiworld ha in orbita intorno a sé anche tre Lune Digitali, ognuna con il nome di uno dei tre governanti del mondo e ognuna con un colore differente - la luna blu di Seraphimon ("Seraphimoon"), la luna gialla di Ophanimon ("Ophanimoon") e la luna rossa di Kerpymon ("Kerpymoon"). Almeno due di queste Lune Digitali sono abitate; la luna di Seraphimon ha una popolazione di Starmon, Meteormon e Hamburgermon nei loro vari stadi di Digievoluzione. La luna di Ophanimon, invece, circondata da nuvole nebbiose di polvere gialla, ospita sulla sua superficie un'altra Città della Rinascita, dove i nuovi Digimon nascono dalle Digiuova, mentre i Digimon i cui dati sono stati distrutti possono rinascere ed essere riprogrammati come nuove Digiuova.

## Media

### Anime
Sono stati trasmessi cinquanta episodi di Digimon Frontier sul canale Fuji TV in Giappone dal 7 aprile 2002 al 30 marzo 2003.
Lo show venne trasmesso successivamente su UPN, ABC Family e Toon Disney negli Stati Uniti e su YTV in Canada dal 9 settembre 2002 al 14 luglio 2003. La serie doveva andare in onda nel Regno Unito su Fox Kids e più recentemente su Jetix, ma ciò non avvenne mai (destino condiviso dalla terza stagione di Sailor Moon, Sailor Moon S). Il 2 giugno 2003 Frontier venne trasmessa in Australia su Network Ten.
La versione tedesca della serie andò prima in onda in Austria su ATV Plus dal 22 dicembre 2003 al 4 marzo 2004 e poi in Germania su RTL 2 dal 16 febbraio al 27 aprile 2004.
La versione latino-americana venne trasmessa invece da marzo a giugno del 2003, durante i giorni feriali, alle 20:30 (-4 GMT) su Fox Kids. I primi quattro episodi della serie furono trasmessi di domenica, durante una maratona della serie precedente a Frontier, Digimon Tamers.
In Italia gli episodi sono stati trasmessi da Rai 2 dal 20 ottobre 2003 al 26 gennaio 2004.
Sigle originali
- Sigla di apertura: FIRE!!
  - Artista: Kōji Wada
  - Testo: Hiroshi Yamada
  - Composizione e Arrangiamento: Michihiko Oota
- Sigla di chiusura: Innocent ~Mujaki na Mama de~ (ep. 1-26)
  - Artista: Kōji Wada
  - Testo: Chiwata Hidenori
  - Composizione e Arrangiamento: Watanabe Cheru
- Sigla di chiusura: An Endless Tale (ep. 27-50)
  - Artista: Kōji Wada, Ai Maeda
  - Testo: Hiroshi Yamada
  - Composizione e Arrangiamento: Michihiko Ohta

Nella versione pubblicata su TIMvision nel 2016 vennero ripristinate le sigle originali.
Tracce d'intermezzo
- With The Will[11]
  - Artista: Kōji Wada
- The Last Element[12]
  - Artista: Ayumi Miyazaki
- Salamander[13]
  - Artista: Junko Takeuchi
- In the blue[14]
  - Artista: Hiroshi Kamiya
- Spark!![15]
  - Artista: Masato Amada
- Kaze no Shizuku[16]
  - Artista: Sawa Ishige
- Say yes![17]
  - Artista: Kumiko Watanabe
- Oreta Tsubasa de -With Broken Wings-[18]
  - Artista: Kenichi Suzumura
- Blader[19]
  - Artista: Kenichi Suzumura

Sigle italiane
- Sigla di apertura e di chiusura: "Digimon Frontier" (episodi 1-50); Testo di Bruno Tibaldi; musica di Stefano Lucato; eseguita dai Manga Boys.

### Film

#### Digimon Frontier: Kodai Digimon Fukkatsu!!
Digimon Frontier: Kodai Digimon Fukkatsu!! (デジモンフロンティア: 古代デジモン復活!!?, Dejimon Furontia: Kodai Dejimon Fukkatsu!!, lett. "Digimon Frontier: Il risveglio del Digimon antico!!), distribuito in America con il titolo Digimon Frontier: Island of Lost Digimon, è il settimo film dedicato all'universo di Digimon. È uscito in Giappone il 20 luglio 2002 e negli Stati Uniti il 23 ottobre 2005. Frontier è la prima serie dell'intero franchise a non avere un secondo film a conclusione della serie originale, quando i personaggi principali raggiungono i loro più alti livelli di Digievoluzione.
Settimo film dedicato ai Digimon e basato sulla serie TV. Takuya e compagni finiscono su di un'isola galleggiante nel bel mezzo di una guerra civile tra Digimon di tipo Umano e di tipo Animale, istigata da un Digimon malvagio chiamato Murmuxmon. Grazie alla sua facoltà di mutaforma, il Digimon impersonava il leader di entrambe le formazioni per riuscire a liberare un'antica entità maligna - conosciuta come Ornithmon - che alcuni tra i primi Leggendari Guerrieri, AncientGreymon ed AncientGarurumon, avevano sconfitto in passato. Il gruppo prova a riportare la pace, ma è troppo tardi ed Ornithmon viene riportato in vita. In ogni caso, quest'ultimo viene presto sconfitto ancora da AncientGreymon ed AncientGarurumon, tornati anche loro alla vita. Il film termina con i due schieramenti finalmente in pace.
Secondo gli indizi raccolti nel corso del film, questo si svolge temporalmente tra l'episodio 12, "Il coraggio di Tommy", ed il 13, "I segreti di Digiworld". Takuya e Koji, infatti, hanno già ottenuto i loro Digispirit di tipo Animale, ma il Digiuovo di Seraphimon, né tantomeno Patamon, non è ancora insieme al gruppo dei Digiprescelti. Questa circostanza poteva perciò verificarsi solo in quel preciso momento. Tuttavia, questo film è uno dei due dedicati ai Digimon, insieme a Digimon Hurricane Touchdown!!/Supreme Evolution!! The Golden Digimentals, a non essere considerati canonici rispetto alla trama delle rispettive serie. Ciò è causato da diverse imperfezioni nella trama: ad esempio, il Digispirit di Kazemon non dovrebbe trovarsi in possesso di Zoe, bensì di Grumblemon, che glielo ruba nell'episodio 10, Il Digispirit Animale. La ragazza recupererà il proprio Digispirit solo nell'episodio 14, MetalKabuterimon, il guerriero del Tuono, grazie all'intervento di JP. Il film è quindi da considerarsi non canonico.

### Drama-CD

#### Digimon Frontier: Original Story, Tsutaetai Koto
Questo Drama-CD avviene durante le avventure dei ragazzi a Digiworld. I Digiprescelti vi trovano infatti una cassetta delle lettere e decidono di scrivere delle lettere alle persone a loro care, esprimendo pensieri e sentimenti che normalmente non potrebbero esprimere. Tuttavia, alcune delle tracce sembrano avere luogo mentre i Digiprescelti sono ancora a Digiworld, altre quando ormai i sei hanno fatto ritorno al mondo reale. I ragazzi scrivono nelle lettere "i loro sentimenti più profondi a qualcuno cui normalmente non potrebbero".
Nella traccia di Takuya, "A Letter to Takuya's Family", Takuya scrive alla sua famiglia, rassicurandoli sul fatto di non essere scappato di casa e di non essere stato rapito e che tornerà presto. Si scusa inoltre con suo fratello Shinya per non aver potuto essere presente al suo compleanno e gli racconta di essere diventato per metà Digimon.
Nella traccia di Zoe, "Izumi's Love Letter", Zoe ricorda i momenti difficili vissuti a scuola dopo essere tornata dall'Inghilterra e di come non riusciva a farsi degli amici sinceri. Scrive quindi un pensiero affettuoso ad ognuno degli altri Digiprescelti.
Nella traccia di JP, "Get Izumi's Heart! The Ultimate Strategy!!", JP pensa a quattro differenti strategie per fare uscire Zoe con lui, ma ognuna di queste fallisce miseramente o viene scartata dal ragazzo.
Nella traccia di Tommy, "To My Brother", Tommy scrive a suo fratello Yutaka, raccontandogli di Digiworld e degli altri Digiprescelti e di quanto lui li consideri tutti fratelli (ed una sorella) maggiori. Dice infine che all'inizio odiava Digiworld, mentre ora è grato per le esperienze vissute e per ciò che ha imparato nel mondo digitale.
Nella traccia di Koji, "To Kouichi, From Koji", Koji scrive a Koichi, poiché i due stanno per incontrarsi per il loro compleanno. Koji ricorda la loro breve esperienza a Digiworld e dice di non avere mai avuto la possibilità di conoscere il vero Koichi. Gli racconta poi di come abbia preparato personalmente, insieme alla sua matrigna, il suo regalo di compleanno per lui: una torta di mele.
Nella traccia di Koichi, "To Koji, From Kouichi", Koichi scrive a Koji, mentre è sul treno per recarsi da lui per il loro compleanno, raccontandogli di come abbia scoperto di avere un fratello gemello e di tutte le emozioni provate da quel momento in poi finché Koji non gli ha restituito la vita nel mondo reale.